# Флессель-Коловиц, Лора
Лора Флессель-Коловиц (фр. Laura Flessel-Colovic; род. 6 ноября 1971, Пуэнт-а-Питр, Гваделупа) — французская фехтовальщица-шпажистка, двукратная олимпийская чемпионка, обладательница пяти олимпийских медалей. Многократная чемпионка мира и Европы. Министр спорта Франции (2017—2018 годы).

## Карьера
Лора Флессель родилась в Гваделупе, там же начала делать первые шаги в фехтовании, была чемпионом департамента во многих возрастных категориях. В 1990 году переехала во Францию.
Первый успех в карьере француженки пришёлся на 1995 год, когда на мировом первенстве в Гааге она завоевала две медали, в том числе личную бронзу.
В 1996 году женское фехтование на шпагах впервые было включено в олимпийскую программу. Флессель стала главной героиней турнира фехтовальщиц: она завоевала как личное золото, так и была в составе сборной, которая выиграла командный турнир.
В 1998 году француженка повторила олимпийский успех на чемпионате мира: в Ла-Шо-де-Фоне она завоевала свои первые золотые медали чемпионатов мира как в личном, так и в командном зачётах.
На Олимпиаде в Сиднее Флессель-Коловиц не смогла защитить звание чемпионки. Она уверенно дошла до полуфинала, где в упорной борьбе проиграла в один укол (14-15) венгерской шпажистке Надь, которая потом стала чемпионкой. В поединке на бронзу француженка со счётом 15-6 разгромила россиянку Татьяну Логунову и стала бронзовым призёром. В командном турнире француженки уступили китаянкам и не смогли бороться за медали, став пятыми.
Спустя четыре года, на Играх в Афинах, Флессель-Коловиц вновь боролась за медали. Она дошла до финала личного первенства, где её соперницей вновь стала Тимеа Надь. И опять сильнейшей оказалась венгерка, победившая француженку со счётом 15-10. В командном первенстве француженки дошли до полуфинала, но уступили там немкам со счётом 33-32. В поединке за бронзу они оказались сильнее канадок 45-37.
В промежутке между афинской и пекинской Олимпиадами Флессель-Коловиц завоевала единственное золото чемпионата Европы, а также трижды становилась лучшей в командных турнирах на чемпионатах мира. На Играх в Пекине француженка уступила в четвертьфинале китаянке Ли На и заняла итоговое 7-е место.
Игры в Лондоне стали для французской фехтовальщицы последними в карьере. На церемонии открытия она была знаменосцем сборной Франции, а в турнире шпажисток заняла 13-е место, проиграв в третьем раунде румынской шпажистке Симоне Герман со счётом 15-13.

## В политике
17 мая 2017 года получила портфель министра спорта в правительстве Эдуара Филиппа, сменив на посту главы этого ведомства Патрика Канне.
21 июня 2017 года сохранила свою должность при формировании второго правительства Филиппа.
4 сентября 2018 года ушла в отставку по личным мотивам, и в тот же день освободившееся кресло заняла бывшая пловчиха Роксана Марасиняну.
Газета «Le Monde» заявила со ссылкой на материалы «Канар аншене» и информационного портала Mediapart, что подлинной причиной отставки стали претензии налогового ведомства к компании Flessel & Co, созданной Флессель на паях с мужем в 2006 году (30 сентября 2017 года было принято решение о её ликвидации), но премьер-министр Эдуар Филипп отказался подтвердить эти предположения.